# Bacher Simon
Bacher Simon (Liptószentmiklós, 1823. február 1. – Budapest, 1891. november 9.) magyar zsidó költő, író.

## Élete
Munkáit héber nyelven írta. Sarja a híres Bachrach-családnak, melynek egyik őse rabbi Jair Chajim Bachrach, a „Ghavasz Jair” szerzője. A nikolsburgi, kismartoni és bonyhádi jesivákban tanult, ahol a talmud-tanulás mellett elsajátította a héber, német és francia nyelvet. Később kitűnően megtanult magyarul is. Hazatérvén szüleihez, kereskedői pályára lépett és amellett ellátta 1845 – 1849 közt a hitközség jegyzőségét is. 1852 – 1862 közt Szucsányban lakott, mint a turóc megyei sójövedek felügyelője, egyszersmind az ottani zsidó iskola igazgatója is volt. 1862 – 1864 közt megint szülőhelyén lakott. 1864 és 1867 közt a Nyitra megyei Kosson haszonbérletben bírt birtokán gazdálkodott. Költői és írói hajlammal megáldott idealista létére ezen a pályán se boldogult anyagilag. Pestre költözött, ahol eleinte 1867–1874-ig könyvelő és 1874–1891-ig a Pesti Izraelita Hitközség pénztárosa volt. Bacher minden szabadidejét a héber költészetnek szentelte. Gazdag és változatos érzelmi világát visszatükröztető, klasszikus héber nyelven írta költeményeit és fordította a magyar remekírók: Kölcsey Ferenc, Petőfi Sándor, Vörösmarty Mihály, Eötvös Károly, Arany János hazafias verseit. Az izraelita kongresszust megnyitása alkalmával héber ódával üdvözölte. Irodalmi működését már 1844-ben a „Bikkure Haittim” új folyamatában kezdte és folytatta 1891-ig bő termékenységgel a „Kochbe Jicchak”, a „Hamaggid”, a „Haivri” s más héber folyóiratokban. 1860-ban jelent meg első nagyobb műve : Philippson „Jojakim” című, német nyelvű drámájának héber nyelvű fordítása ; 1865-ben Lessing „Nathan der Weise” című drámájának költői héber átültetése; 1868-ban „Zemirosz Haarec” (Hazafias dalok) cím alatt héberre fordított magyar költemények gyűjteménye. Halála után egyik fia, Bacher Vilmos kegyeletes emléket állított neki, 1894-ben kiadván összes műveit 3 kötetes gyűjteményes munkában „Sáár Simon” cím alatt. (Bécs, 1894.)

## Művei
- Philippson, Dojachin. Ein Trauerspiel, héberül. 1860.
- Lessing, Nathan der Weise, héberül (1866).
- Nemzeti énekek, héberre fordítva (himnusz a 22. oldalon). I. gyűjtemény. Pest, 1868.
- Muzzal me-Esch. Sammlung hebräischer Gedichte. (Héberül.) 1. Heft. Budapest, 1877.
- Melech Ewjon. Sammlung biblisch-romantischer Gedichte und Makamen nach Dr. L. A. Frankl. Uo. 1881. (Héberül.)

Alkalmi költemények a koronázásra (1867), a zsidó kongressus megnyitására (1868), Eötvös József báró halálára (1871), a rabbiképző megnyitására (1877).